# Escudo de Nicaragua
El Escudo de Nicaragua fue creado y hecho, junto con la actual Bandera de Nicaragua, mediante el Decreto Legislativo del 5 de septiembre de 1908, siendo Presidente de La República José Santos Zelaya, fijándose de modo definitivo el Escudo y la Bandera de Nicaragua actuales. Se basa en el Escudo que perteneció a las Provincias Unidas del Centro de América.

## Composición
Consta de dos elementos, el central y el periférico, siendo el primero un triángulo equilátero de oro que representa la igualdad y la rectitud de la Patria y sus instituciones.
En la parte inferior, una cordillera de cinco volcanes verde amarillentos, entre dos océanos en tono azul ultramar, representan la unidad y la fraternidad de las cinco repúblicas centroaméricanas al igual que los volcanes y cordilleras del país.
Los mares representan el Mar Caribe y el Océano Pacífico que bañan las costas del Este y el Oeste del país respectivamente.
Un gorro frigio en tono rojo bermellón ilumina la escena con rayos blancos de luz, desde la parte central del triángulo, representando la libertad, teniendo como fondo un cielo en tono azul pálido que simboliza la gloria, el heroísmo y el sacrificio por la libertad.
Un arcoíris de siete franjas que cubre las montañas, debajo del cual está dicho gorro, representa la paz y el sendero por el cual Centroamérica va hacia la consecución de su elevado destino.
Alrededor del triángulo el elemento periférico formado por la leyenda en letras de oro: "República de Nicaragua - América Central"; la figura circular que forma la leyenda o divisa simboliza el cielo, la perfección y la eternidad. Señala a la vez la unidad de los elementos interiores del escudo y el oro de las letras y el borde del triángulo simbolizan las riquezas minerales del país.
Este escudo se parece al Escudo de El Salvador, con las diferencias que el Escudo salvadoreño tiene 5 banderas detrás del triángulo, la corona de laurel a su alrededor y debajo el lema Dios - Unión - Libertad.

## Banderas y Escudos anteriores

### De 1823 a 1838
Nicaragua, como parte de las Provincias Unidas del Centro de América, adoptó la bandera y el escudo de armas aprobados por la Asamblea Nacional Constituyente de Centroamérica, según decreto n.º 29 del [21 de agosto] de 1823. La Bandera de las Provincias Unidas del Centro de América, constaba de tres franjas horizontales: azules la superior e inferior y blanca la del centro.
Durante el período federal cada Estado quedó en libertad de modificar el escudo de armas de las Provincias Unidas del Centro de América. Nicaragua lo reformó agregándole cañones y fusiles al pie del triángulo equilátero y una lanza para sostener el gorro frigio.
Separada Nicaragua de la Federación Centroamericana el 30 de abril de 1838, se continuaron usando la bandera azul y blanca y el escudo de armas modificado hasta que la Representación Nacional de Centroamérica formada por los Estados de Nicaragua, Honduras y El Salvador decretó nuevas insignias el 22 de abril de 1851.

### De 1851 a 1853
El 8 de noviembre de 1849, los Estados de Nicaragua, El Salvador y Honduras acordaron en la ciudad de León un Pacto de Confederación, que debería ser arreglado por medio de una Dieta. La representación nacional de Centroamérica, se instaló solamente el 9 de enero de 1851, en Chinandega integrada por Pablo Buitrago Benavente y Hermenegildo Zepeda Fernández por Nicaragua, José Guerrero por Honduras, Francisco Barrundia y José Silva por el Salvador. De inmediato se procedió a organizar su directorio, siendo nombrado presidente don Hermenegildo Zepeda Fernández, Primer Secretario don José Silva y Segundo Secretario el Lic. Pablo Buitrago Benavente.
El 22 de abril de 1851  en Nicaragua  la Representación Nacional de Centroamérica decretó obligatoria la bandera azul y blanca y el escudo de la Confederación de Centroamérica; este último sería un triángulo equilátero; en su base aparecería una cordillera de tres volcanes colocada en un terreno bañado por ambos mares; en el vértice el arcoíris que los cubra y bajo éste el gorro de la Libertad difundiendo luces,  y con tres estrellas en la parte superior. En torno del triángulo y en figura circular se escribirá en letras de oro, “FEDERACIÓN DE  CENTROAMÉRICA”.

### En 1854
El 16 de mayo de 1853 don Fruto Chamorro Pérez como Director Supremo del Estado de Nicaragua, convocó a una Asamblea Nacional Constituyente, después de algunas dificultades para reunir a los electos, se inauguró en Managua el 22 de enero de 1854. Una de las primeras disposiciones tomadas por la Asamblea fue decretar el 28 de febrero del mismo año que el Estado de Nicaragua se llamaría República y el gobernante llevaría el título de presidente para ejercer el cargo en un período de cuatro años.
La Asamblea se atribuyó facultades para elegir al presidente en el primer período del 1 de marzo de 1855 a 1859 eligiéndose al general Fruto Chamorro Pérez, quedando como presidente provisorio mientras empezaba el período legal. La nueva República emitió una ley creando el cambio de color de la bandera, el cual debería ser amarillo, blanco y nácar, según decreto legislativo; en cuanto al escudo ya no aparecerían cinco volcanes sino solamente uno.
No se sabe por cuanto tiempo se usaron estos emblemas, ya que el país adoptó por segunda vez las enseñas de 1823, que conservó hasta 1908.

### De 1893 a 1898
Al asumir la presidencia de la república el general José Santos Zelaya el 16 de septiembre de 1893, prometió trabajar por el reaparecimiento de la Patria Centroamericana; ya que Nicaragua era una porción disgregada de la República de Centroamérica. El general Zelaya aprovechó la amistad con los presidentes de Honduras y El Salvador, doctor Policarpo Bonilla y general Rafael Antonio Gutiérrez para promover la unión de las tres repúblicas, porque los presidentes de Costa Rica y Guatemala no mostraban interés en dicha unión.
El 20 de junio de 1895 los plenipotenciarios de Nicaragua, El Salvador y Honduras doctores don Manuel Coronel Matus, don Jacinto Castellanos y don Constantino Fiallos suscriben en el puerto de Amapala, Honduras el Tratado de Unión que se conoce con el nombre de “Pacto de Amapala”; el que erige a las Repúblicas de Nicaragua, El Salvador y Honduras en una sola entidad política para el ejercicio de su soberanía bajo el nombre de República Mayor de Centroamérica. Esta denominación persistirá hasta que las Repúblicas de Guatemala y Costa Rica acepten voluntariamente el presente convenio en cuyo caso se llamará República de Centroamérica. En el artículo número once de dicho convenio se adopta la bandera y el escudo de armas de la antigua federación, variando únicamente la divisa o leyenda.
El 3 de agosto de 1895 el Tratado de Amapala fue ratificado por el presidente de la República, quedando por tanto incluido oficialmente Nicaragua dentro de la República Mayor de Centroamérica. Después de la ratificación del tratado por los tres gobiernos antes citados, se instaló en San Salvador la Dieta de la República Mayor de Centroamérica. Reunido el Congreso Constituyente en la ciudad de Managua el día 27 de agosto de 1898, aprobó la Constitución de los Estados Unidos de Centroamérica. Poco después la unión llegó a su fin debido al golpe de Estado del general Tomás Regalado (1898-1903), quién depuso el 13 de noviembre de 1898 al Presidente de El Salvador, general Rafael Antonio Gutiérrez, y de inmediato declaró la separación de este país; rompiéndose el pacto firmado en Amapala y finalizando el ideal de unidad centroamericana del general José Santos Zelaya.

## Decreto creador de la Bandera y el Escudo actuales
El presidente general Zelaya, devoto de la causa de la Unión Centroamericana, quería que Nicaragua volviera a usar la bandera y escudo de las Provincias Unidas de Centroamérica, con ligeras variantes, y el 5 de septiembre de 1908 firmó el siguiente Decreto Legislativo.
Lamentablemente en el Decreto transcrito no se indicó el tamaño de la bandera de Nicaragua, pues en los años y décadas siguientes a la bandera se le daba de forma caprichosa cualquier tamaño, pues no lo había oficialmente. Las franjas azules se hacían de cualquier tonalidad de azul y el escudo no se ceñía a las especificaciones que claramente explica el Decreto, ya que le ponían una corona de laurel, banderas detrás del triángulo (tal como las tiene el Escudo de El Salvador), el gorro de la libertad o gorro frigio se ponía sobre un asta, los cinco volcanes no los hacían del mismo tamaño y se pintaban de cualquier tonalidad de verde. Fue hasta 1971, 63 años después de su creación, que se regularon los tamaños y colores de la bandera y el escudo, junto con el Himno Nacional, Salve a ti.

## Ley sobre Características y Uso de los Símbolos Patrios
El viernes 27 de agosto de 1971, siendo Presidente de la República Anastasio Somoza Debayle, fue publicado en La Gaceta, Diario Oficial No.194, el Decreto Legislativo n.º 1908 "Ley sobre Características y Uso de los Símbolos Patrios", que especifica el uso del Escudo Nacional: los cinco volcanes son de color verde amarillento; el cielo donde está el arcoíris es de color azul pálido; el gorro frigio es rojo bermellón; los mares son azul ultramar y las letras mayúsculas, de igual tamaño, son de oro metálico.

## Reforma de dicha Ley
Dicha Ley fue reformada por la Ley n.º 433 del 2 de julio de 2002, publicada en La Gaceta n.º 135 del 18 del mismo mes y año, siendo Presidente de la República el Ingeniero Enrique Bolaños Geyer y Presidente de la Asamblea Nacional el expresidente Doctor Arnoldo Alemán Lacayo pocos meses después de entregar el poder a Bolaños.

## Controversia del uso de este Símbolo por parte del Gobierno del Presidente Daniel Ortega
A finales del mes de enero de 2007, poco después de que el presidente Daniel Ortega Saavedra tomara posesión del poder el 10 del mismo mes, se comenzó a publicar en el lado izquierdo de la papelería oficial del gobierno un escudo psicodélico que simula al Escudo Nacional, pero suprime la leyenda que lo rodea, la raya izquierda es más larga que las demás y encima de esta está el eslogan de campaña del partido oficialista Frente Sandinista de Liberación Nacional (FSLN) "Unida Nicaragua triunfa", en vez de la leyenda "República de Nicaragua - América Central". La primera reacción oficial fue la del ministro de educación, licenciado Miguel de Castilla Urbina, quien declaró que no era el escudo de la nación, sino más bien una metáfora: “No hay cambio de escudo, son dos cosas distintas. No veo en eso el escudo nacional, pues el nuestro no tiene volcanes color rojo, es verde, amarillo y celeste. Lo que veo es una metáfora de colores alegres, a mí me gusta, además no siento que la patria esté siendo lastimada”, afirmó.
De Castilla afirmó que el logotipo vino de la Secretaría de Comunicación y Ciudadanía, que es coordinada por la primera dama Rosario Murillo. “Este logotipo será utilizado como el oficial en las instancias de Gobierno”, dijo el ministro de Educación. Esto causó polémica entre los partidos de la oposición, sobre todo en la Alianza Liberal Nicaragüense (ALN).

## Escudos históricos

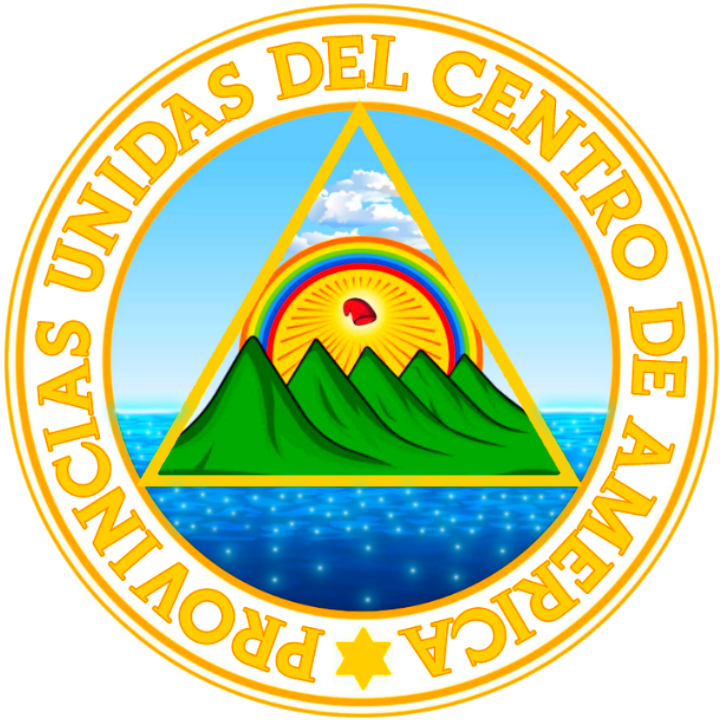
Escudo de las Provincias Unidas del Centro de América (1823-1825)
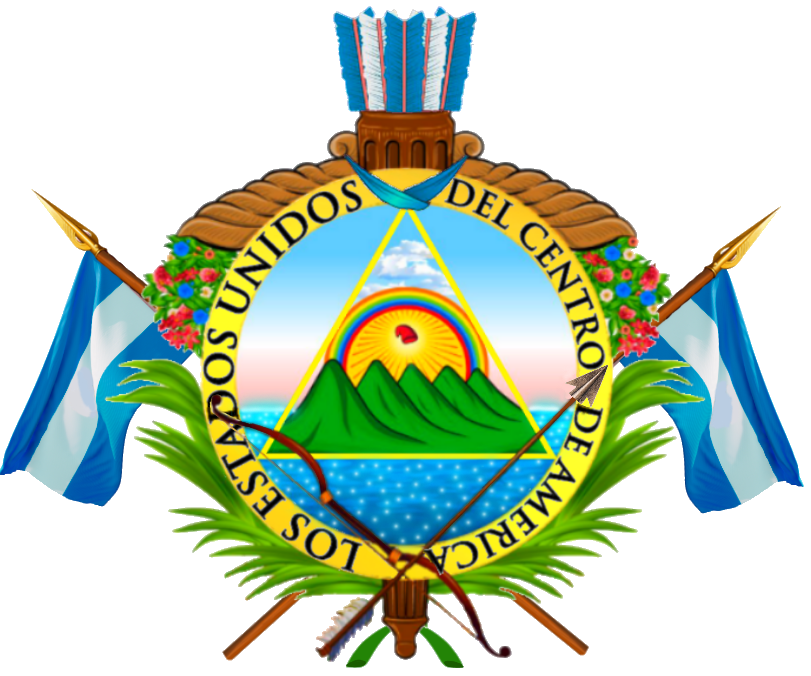
Escudo de Los Estados Unidos del Centro de America (1826)
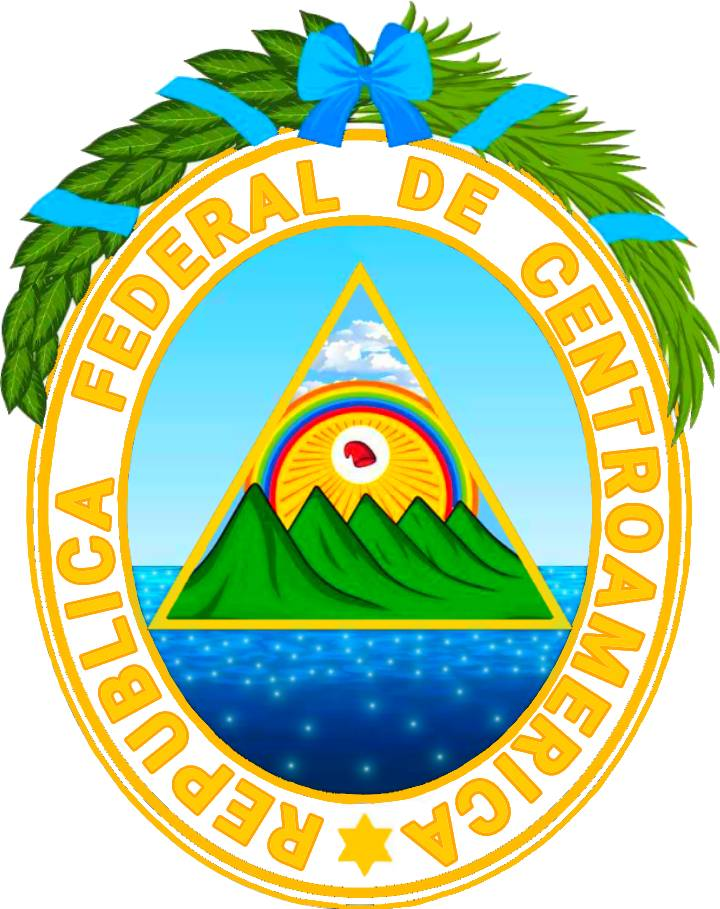
Escudo de la República Federal de Centroamérica (1827-1842)
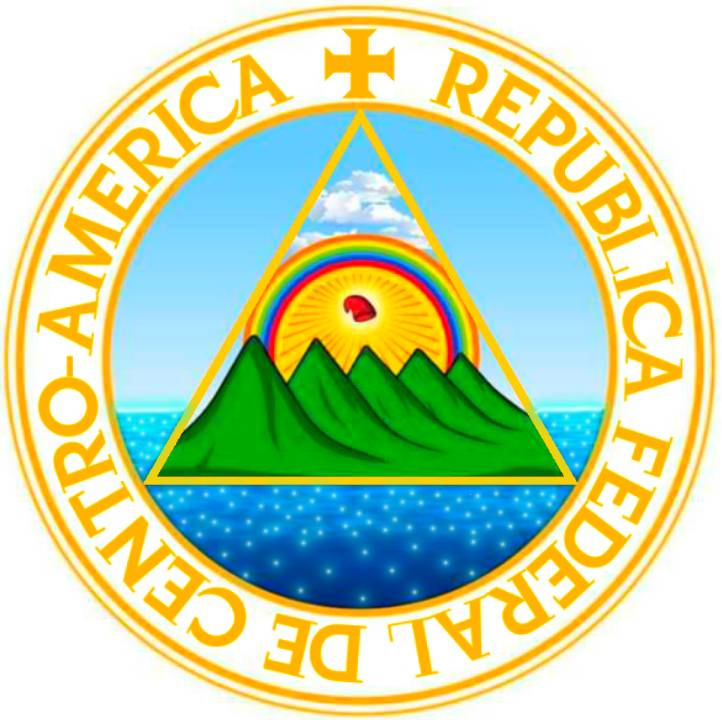
Escudo de la Republica Federal de Centro América 1842 -1845
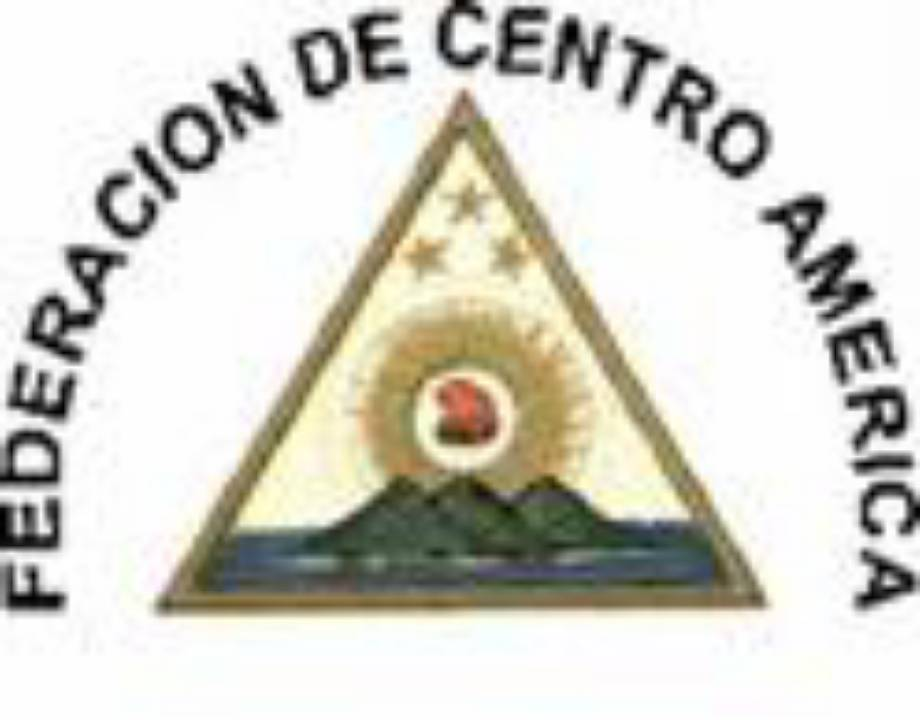
Escudo de la Representación Nacional de Centroamérica (1851 -1853)
Escudo de Nicaragua (1854)
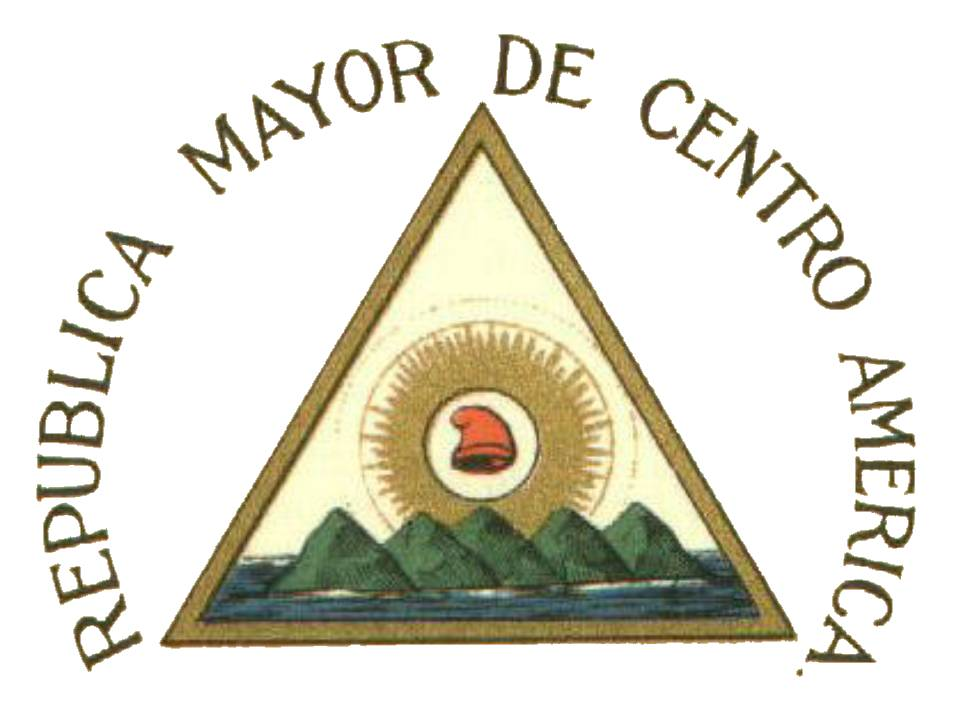
Escudo de la República Mayor de Centroamérica (1896-1897)
Escudo de la República Mayor de América Central (1897-1898)
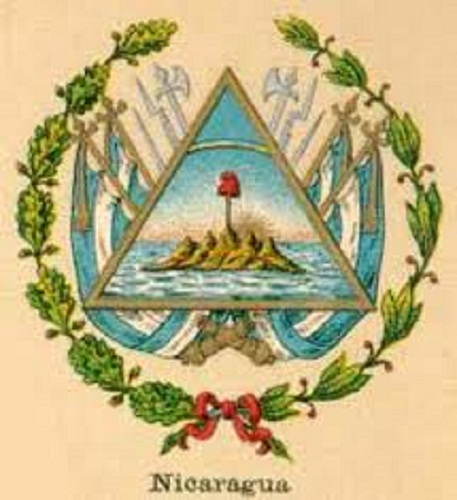
Escudo de Nicargua (1895 - 1898)
Escudo de armas de Nicaragua (1888-1908)
Escudo de armas de Nicaragua (5 de septiembre de 1908-27 de agosto de 1971)
Escudo de armas de Nicaragua (desde 27 de agosto de 1971-presente)